# Милгравис (микрорайон)
Ми́лгра́вис, также Я́унмилгравис (латыш. Mīlgrāvis, Jaunmīlgrāvis; до 1918 нем. Mühlgraben, рус. Мюльграбен) — микрорайон города Риги. Расположен в северной части города, граничит с микрорайонами Вецмилгравис, Саркандаугава, Трисциемс и Межапаркс.
Название происходит от одноимённого протока, соединяющего Даугаву и озеро Кишэзерс. «Милгравис» — леттонизированная форма немецкого «Mühlgraben», в переводе на русский «Мельничная канава» (шуточный перевод с латышского — «Любимая канава» или «Канава любви»).
Микрорайон застроен старыми 1-3-этажными и советскими 5- и 9-этажными домами. В микрорайоне расположена железнодорожная станция Мангали, название которой в разговорной речи используется и для обозначения микрорайона. С юга к Милгравису прилегает крупнейший рижский парк — Межапарк.

## Транспорт
Автобусы:
- 2 — Вецмилгравис — ул. Абренес
- 11 — Сужи — Яунциемс — ул. Абренес
- 24 — Мангальсала — ул. Абренес
- 58 — Пурвциемс — Вецмилгравис (в летнее время продлевается до Вецаки)

Трамвай:
- 5 — Милгравис — Ильгюциемс
- 8 - Милгравис - Ильгюциемс

Электропоезд:
- Станция Мангали на линии Рига—Царникава—Саулкрасты—Скулте.

## Промышленность
Промышленность в Милгрависе представлена деревообрабатывающими предприятиями. Также здесь расположены нефтехранилища, представляющие определённую экологическую и пожарную угрозу, завод напитков «Cido» и терминал BLB а так же завод по производству блинов

## Галерея

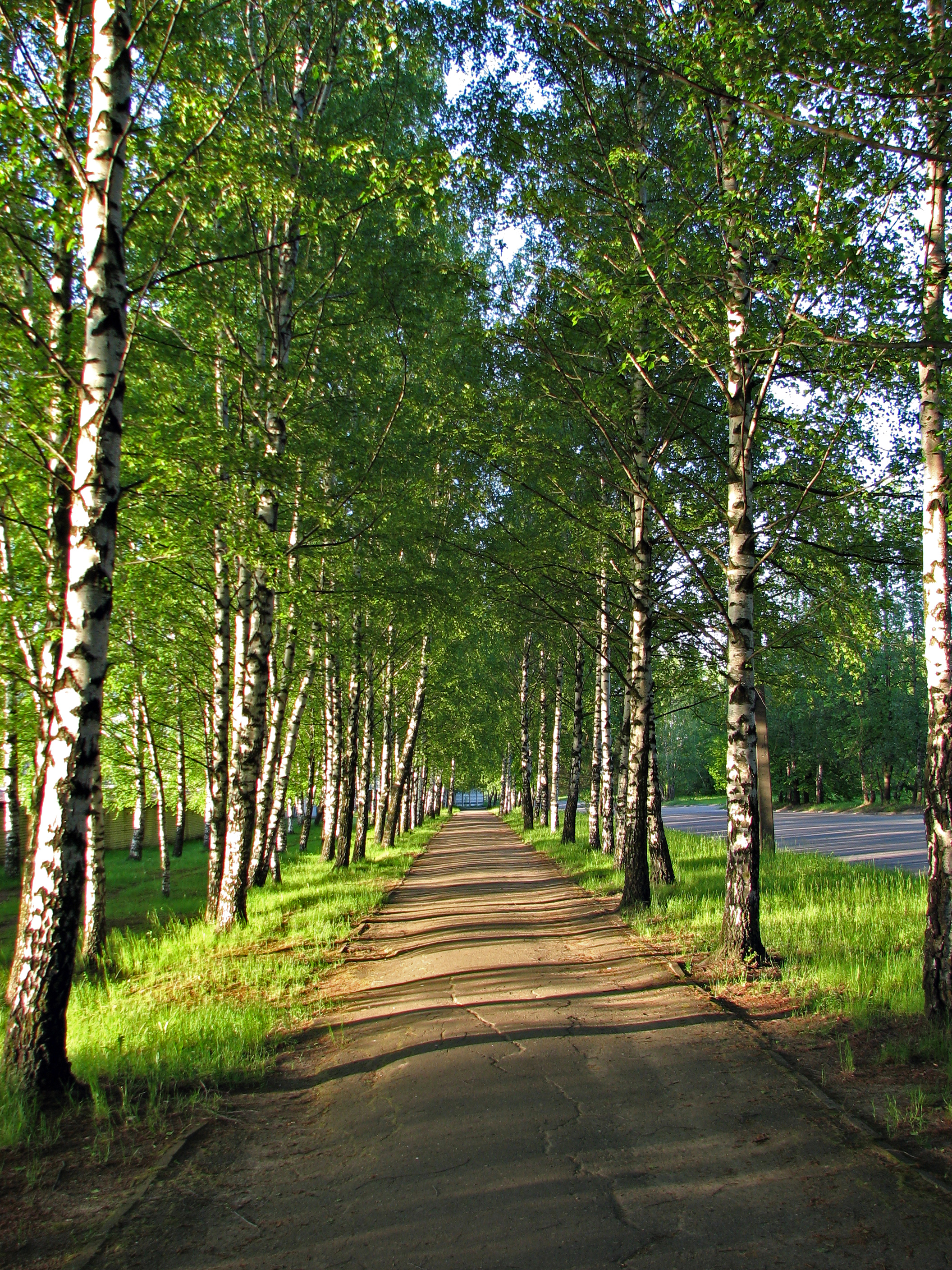
Березовая аллея в Милгрависе
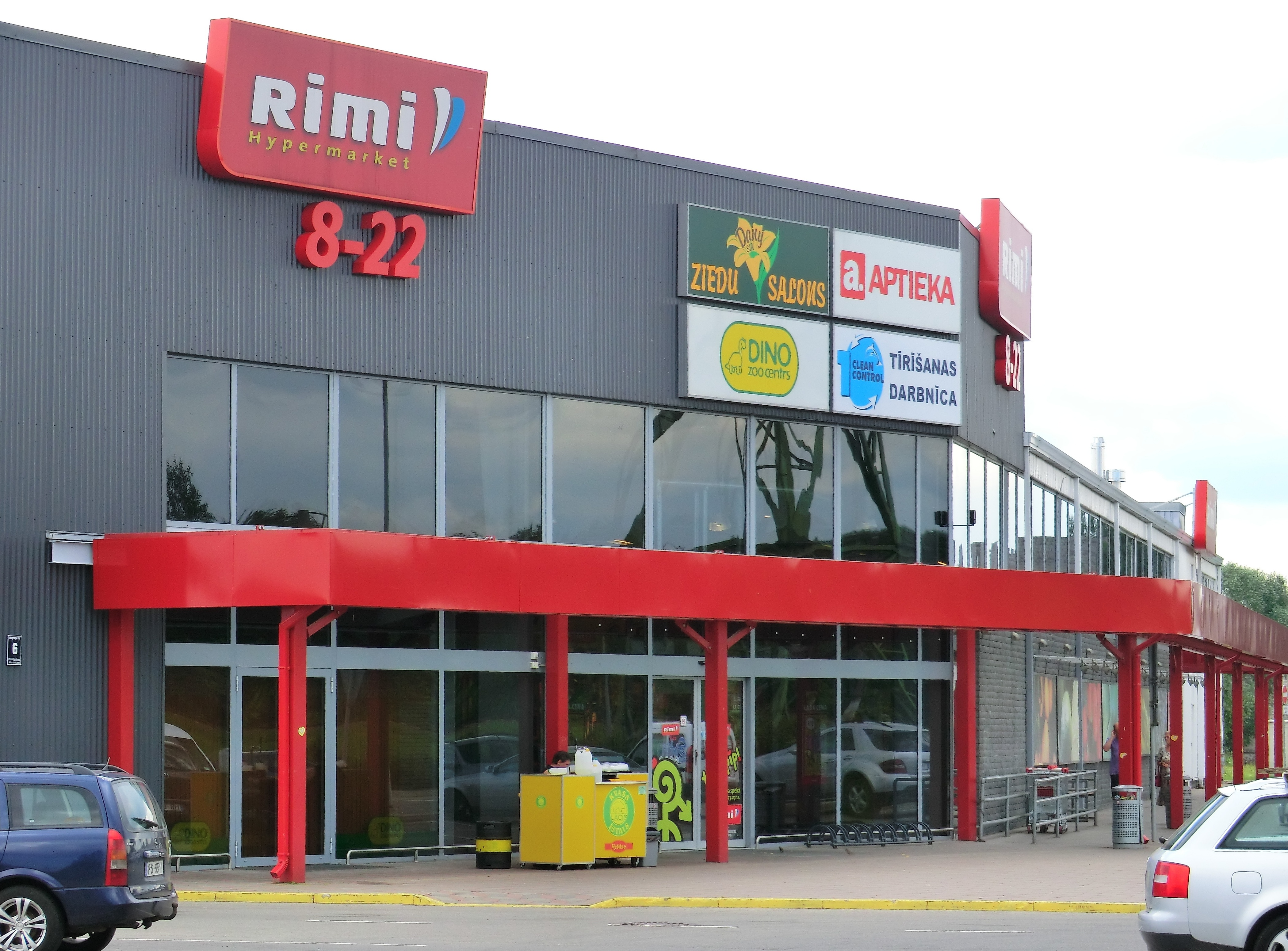
Магазин "Rimi"
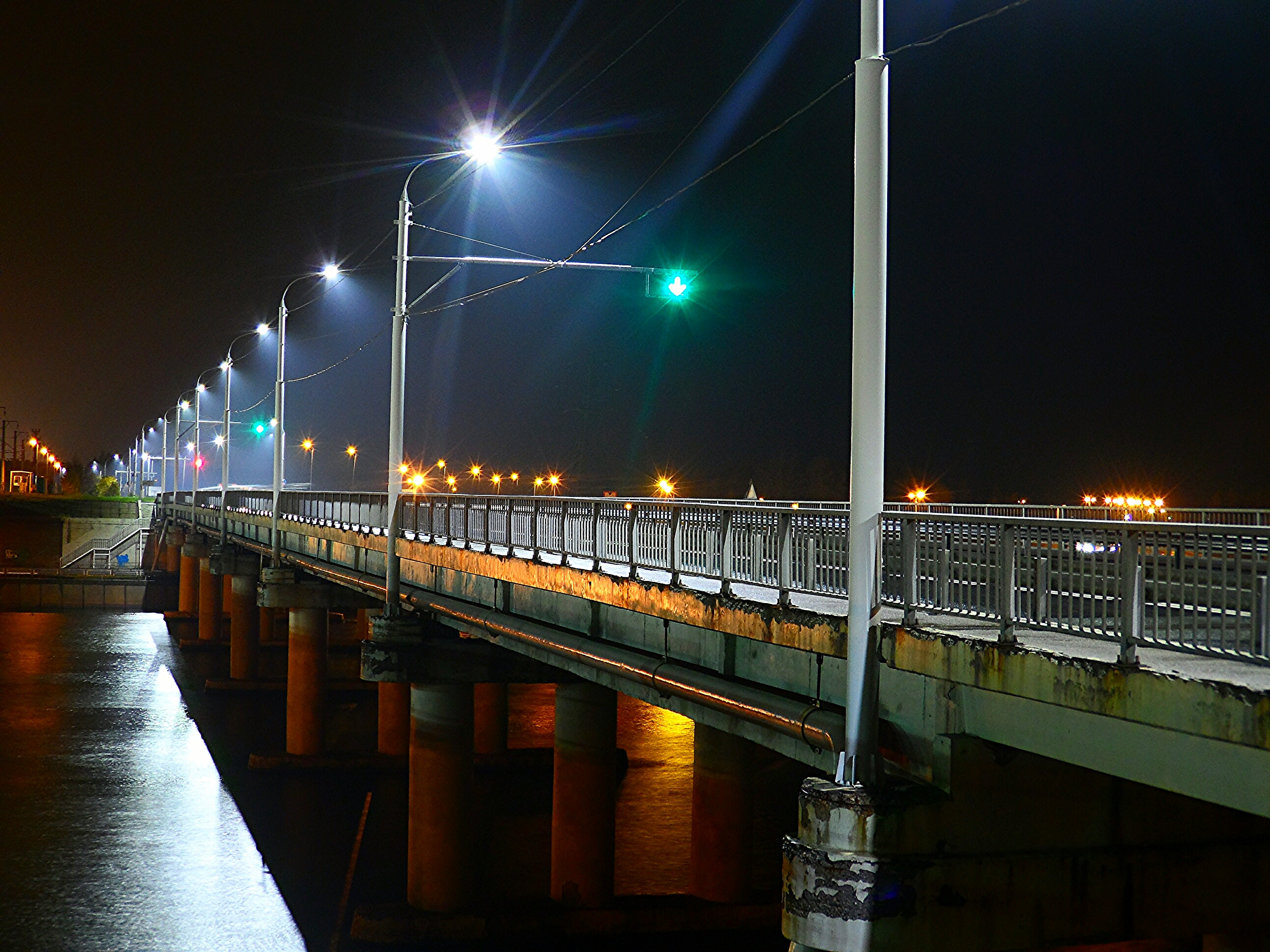
Мост через канал Милгравис
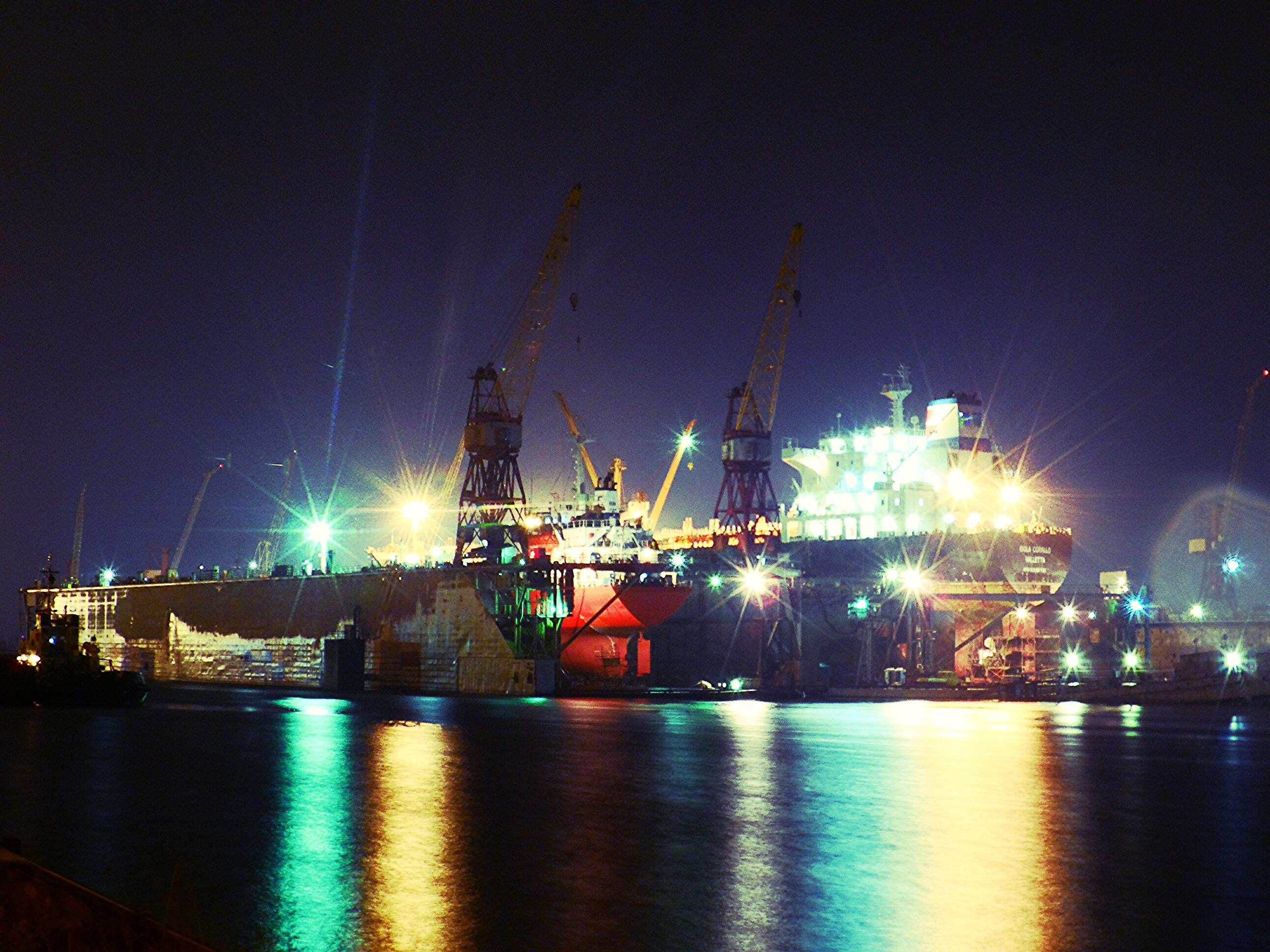
Милгравский док
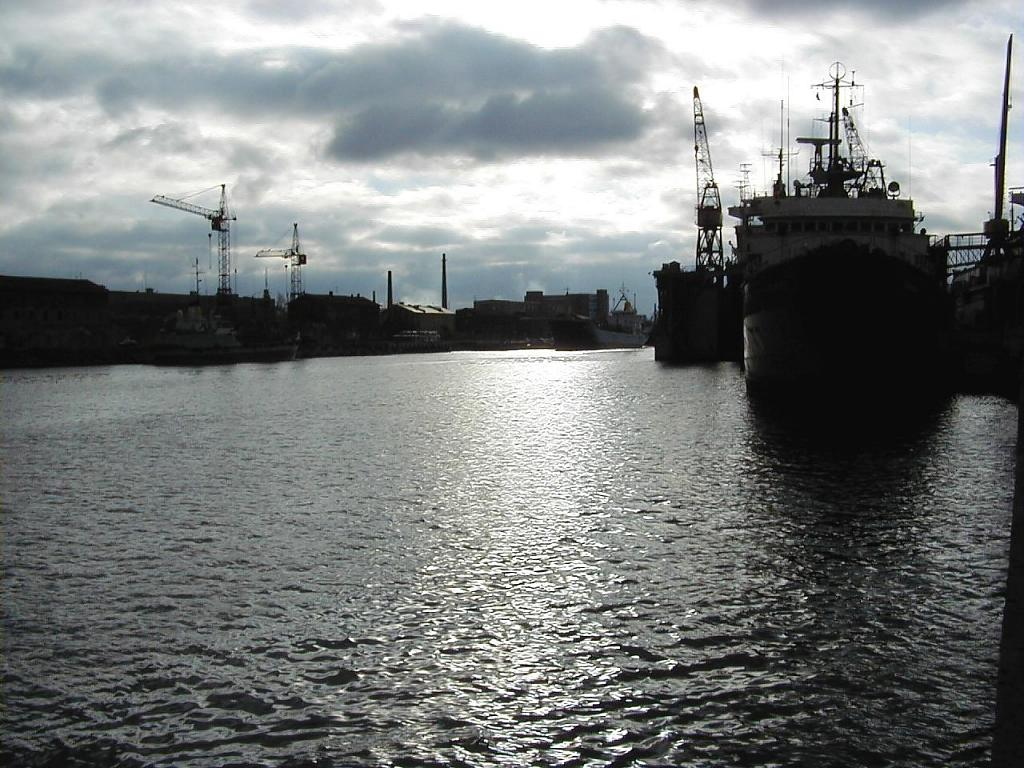
Канал Милгравис